# ويليام جاي إيتون
ويليام جاي إيتون (بالإنجليزية: William J. Eaton)‏ هو صحفي أمريكي، ولد في 9 ديسمبر 1930 في شيكاغو في الولايات المتحدة، وتوفي في 23 أغسطس 2005 في بوتوماك (ماريلند) في الولايات المتحدة.